# Центральный боевой отряд
Боевой отряд при Центральном Комитете — террористическая группа (боевая дружина), действовавшая при партии социалистов-революционеров.

## История создания
В 1906 году Боевая организация эсеров под руководством агента-провокатора Евно Азефа и Бориса Савинкова переживала период неудач в своей террористической деятельности. В октябре 1906 года на Втором съезде партии социалистов-революционеров, который прошел на Иматре, Азеф и Савинков заявили о своем уходе в связи с тем, что старые методы террора не дают результатов. Уход руководителей привел к фактическому распаду Боевой организации. С разрешения Центрального Комитета партии Лев Зильберберг решил организовать новую самостоятельную боевую дружину по типу Боевой организации. Вместе с ним ядро группы составили его жена Ксения Ксенофонтовна Зильберберг по кличке «Ирина», Василий Сулятицкий, Евгений Кудрявцев и еще несколько человек. Сам Зильберберг вел сношения с Центральным Комитетом.

## Члены отряда
| Имя                                    | Годы жизни | Деятельность и дальнейшая судьба |
| -------------------------------------- | ---------- | --- |
| Зильберберг, Лев Иванович              | 1880—1907  | Основатель и руководитель Центрального боевого отряда. Руководил убийством петербургского градоначальника Владимира фон дер Лауница. Также Зильберберг принимал участие в подготовке покушения на Николая Клейгельса, киевского генерал-губернатора, организовал побег Савинкова из тюрьмы в июле 1906 года. Повешен 16 июля 1907 года в Петропавловской крепости. |
| Зильберберг, Ксения Ксенофонтовна      | 1882—1955  | Техник. После разгрома Центрального боевого отряда и казни мужа Ксении удалось скрыться, в 1910-е — 20-е она с дочерью жила в иммиграции в Италии и Франции. |
| Кудрявцев, Евгений Федорович           |            | Исполнитель покушения на фон дер Лауница. 21 декабря 1906 года Кудрявцев несколькими выстрелами убил Лауница во время освящения новой клиники Петербургского медицинского института. Сразу после убийства Кудрявцев покончил с собой, выстрелив себе в висок. |
| Моисеенко, Сергей Николаевич           |            | Первоначально состоял в Отряде Бэлы, после роспуска это группы перешел в Центральный боевой отряд. Принимал участие в подготовке покушения на Лауница, именно он передал Кудрявцеву браунинг для осуществления убийства. |
| Попова, Валентина Павловна             | 1880—1937  | Техник, изготавливала бомбы, осуществляла наблюдение и выполнение различных поручений. Передала через Сергея Моисеенко браунинг для Кудрявцева, из которого тот убил Лауниц. |
| Севастьянова, Александра Александровна | 1873—1907  | 21 ноября 1907 года Севастьянова бросила бомбу в московского генерал-губернатора и командующего Московским военным округом генерала С. К. Гершельмана. Покушение закончилось неудачей. Повешена 7 декабря. |
| Сулятицкий, Василий Митрофанович       | 1885—1907  | Участвовал в подготовке покушений на фон дер Лауница и Столыпина. Арестован вместе с Львом Зильбербергом. Повешен 16 июля 1907 года в Петропавловской крепости. |